# Димитър Събов
Димитър Събов е български поет.

## Биография
Роден е през 1970 г. Завършва средното си образование в Тетевен, а след това българска филология в Софийския университет. Като студент е член на литературния кабинет „Димчо Дебелянов“. Публикува поезия от 1992 г. Негови стихове са излизали на страниците на в-к „Заря на комунизма“, „Литературен вестник“, „Литературен форум“, „Ах, Мария“, „Дума“, „Кръстопът“, „Литературен свят“, „Пламък“ и др. През 1992 г. е награден за поезия от Съвета на Европа и Rai Uno.
През 90-те години издава стихосбирките „Рибата, оная мила сводница“ и „Кътниците на зимата“ в издателство ПАН. Третата му книга „Бутик за смърт“ излиза през 2010 г. в издателство АРС и е представена на 1 юли 2010 г. в рамките на събитието „Двоен удар“. През 2014 г. издава „Докато вятърът е малотелен“, а през 2018 г. – „Руините на празника“. През 2003 г. е част от листите на партия „Либерален съюз“ за местните избори в Тетевен.
Заедно с Николай Гундеров е автор на пиесата „Хористи“, която през 2014 г. печели Наградата за българска драматургия на Международния фестивал „Нова българска драма“. Освен това е наградена с Националната награда за комедия на Студио „Диалог“ в Чехия. По мотиви от пиесата възника и моноспектакълът „Писмо до съветско другарче“. Освен това е автор на пиесата „Наръчник на кандидат-депутата“.
Димитър Събов е носител на първа награда от конкурса „Магията любов“ през 2021 г. и трета награда от конкурса „Биньо Иванов“ през 2017 г. Негови стихотворения са превеждани на английски език от Десислава Цветкова. През 2024 г. е награден със Златното перо от Националния конкурс „Ивайло Балабанов“.